# Nangang, Guangdong
Nangang (kinesiska: 南岗) är ett stadsdelsdistrikt (jiedao) i sydöstra Kina. Det ligger i stadsdistriktet Huangpu i provinshuvudstaden Guangzhou i provinsen Guangdong, omkring 28 kilometer öster om centrala Guangzhou. Antalet invånare är 76 747. Befolkningen består av 34 644 kvinnor och 42 103 män. Barn under 15 år utgör 11,0 %, vuxna 15-64 år 83 %, och äldre över 65 år 5,0 %.